# Henry Jerome
Henry Jerome (* 12. November 1917 in New York City als Henry Jerome Pasnik; † 23. März 2011 in Plantation (Broward County, Florida)) war ein amerikanischer Jazztrompeter und Bigband-Leader, der später als Musikproduzent wirkte.

## Leben und Wirken
Jerome wuchs in Norwich auf. Bereits in der Mitte der 1930er Jahre leitete er die zehnköpfige Band Henry Jerome & His Stepping Tones, die Sänger wie Kay Carlton begleitete und auch auf den Schiffen der Cunard Line spielte. Dann studierte er Trompete, Komposition und Arrangement an der Juilliard School of Music und erweiterte sein Orchester auf sechzehn Musiker. Für achtzehn Monate tourte bis 1945 als Saxophonist und Bassklarinettist Alan Greenspan mit dem Orchester, bevor er sein Ökonomiestudium abschloss. Auch Al Cohn, Al Haig und Tiny Kahn gehörten zu der Band, deren Sound Mitte der 1940er Jahre mit Bebop-Arrangements des Posaunisten Johnny Mandel modernisiert wurde. Das Orchester war an einigen Radiosendungen beteiligt, die ABC aus dem Green Room sendete.
In den späten 1940er Jahren wurde Jerome dann musikalischer Leiter der Decca Records. Auch nahm er dort eine Reihe populär und süßlich orchestrierter Alben auf (Brazen Brass), die teilweise international die Top 10 erreichten, aber auch das Tribut-Album Memories of Hal Kemp (1957). 1959 wurde er A&R-Direktor bei Coral Records, wo er das Rock and Roll Trio und Lenny Dell and the Demensions produzierte. Auch betreute er dort Johnny Burnette, dessen von ihm verantwortete Aufnahmen wie der Rockabilly-Hit „Train Kept a Rollin'“ auch bei der Kritik Anerkennung fanden. Später nahm Jerome weitere Alben für United Artists auf und schrieb die Titelmelodien für die Fernsehshows The Soupy Sales Show und Winky-Dink and You. Mit Phil Ramone produzierte er das 1970 mit einem Grammy ausgezeichnete Album Promises, Promises.

## Diskographische Hinweise
- The First Big Band to Ever Play Bebop (1944–1945)